# Чупа Чупс
„Чупа Чупс“, на латиница Chupa Chups (испанско произношение: [ˈtʃupaˈtʃups], английски: /ˈtʃʌpətʃʌps/) е компания за близалки, основана от каталунеца Енрик Бернат през 1958 г.
Днес тя е собственост на нидерландско-италианската многонационална компания „Перфети Ван Меле“. Името на марката произлиза от испанския глагол chupar, означаващ „смуча“.

## История
В началото на 1950-те години Бернат работи за фабрика, произвеждала ябълково сладко, наречена „Granja Asturias“. След като оповестил идеята си да произвежда близалки, инвеститорите се оттеглят. Бернат придобива компанията през 1958 г. и я преименува на „Чупа Чупс“. Той проектира производствените линии и започва да продава шарен на райета бонбон на дървена клечка за 1 песета всеки.
Идеята на Бернат за „бонбон на клечка“ го осенява при вида на майка, ядосана от ръцете на детето, лепкави от разтопен сладкиш. Тогава Бернат проумява, че производството на захарни изделия не е съобразено с основните потребители – децата. Търговците били инструктирани да поставят близалките в близост до касовите апарати, така че детските ръце да имат пряк достъп до тях, а не на традиционното място зад щанда.
Компанията „Чупа Чупс“ има успех. В рамките на 5 години сладките на Бернат се продават в 300 000 обекта. Първоначално близалките са на клечки от дърво, но впоследствие били заменени с пластмасови вследствие на недостига на дърво в Испания. След края на диктатурата на Франческо Франко (1939 – 1975), самостоятелно основаната със собствен частен капитал компания става международна. През 1970-те години цветните близалки се появява и на южноазиатските пазари като Индонезия, Сингапур, Филипините и Малайзия, както и в Австралия. През 1980-те години се разпространяват на европейския и еверноамериканския пазар, а през 1990-те години – и в повечето азиатски страни. В Китай те се произвеждат от Tatagum в Пениу, близо до Гуанджоу.
Считано от 2003 г., се продават по 4 милиарда близалки годишно в 150 страни по света. Компанията има 2000 служители, осъществява 90% от продажбите си зад граница и има оборот от 500 милиона €.
През 1991 г. Бернат прехвърля официално контрола на „Чупа-Чупс“ на своя син Ксавиер. Дъщерната компания/марка „Сминт“ е основана през 1994 г.
През юли 2006 компанията е изцяло придобита от италианската група „Перфети Ван Меле“.

## Маркетинг
Логото на „Чупа-Чупс“ е създадено през 1969 г. от художника Салвадор Дали. Първата ѝ маркетингова кампания е с логото със слогана „És rodó i dura molt, Chupa Chups“, което преведено от каталунски, означава кръгла и дълготрайна".
По-късно знаменитости като Мадона са ѝ рекламни лица. През 1970-те години кампания на „Чупа-Чупс“ в Австралия използва слогана „сладък половин час“.
„Чупа-Чупс“ провежда изключително успешна промоция с участието на „Спайс Гърлс“ с техните Fantasy '"Ball Lollipops"' и Crazy Dips през 1997 и 1998 г. Имат участие при представянето на телевизионния сериал „Бъфи - Убийцата на Вампири“, включващо стикери и черни (вместо бели) клечици. Играта Zool и продължението ѝ Zool 2, първоначално произвеждана от Amiga, включвала продуктово позициониране на „Чупа-Чупс“.
Едократно са спонсорирали Испанския рали шампион Хорхе Лоренсо в клас Мото GP. Били са официален спонсор на фланелки на английския футболен отбор Шефилд Уенсди през 2002/2003 г.

## В културата
Площад Чупи, манхатънската резиденция на артиста Джулиън Шанбел, взима името си от близалката.

## Аромати
Обикновен размер
- Ябълка
- Кола
- Череша
- Малина
- Ябълков Йогурт
- Кола Лимон
- Киви Ягода Портокал
- Лайм
- Манго Ягода Банан
- Манго Ананас Киви
- Портокал
- Малина Ванилия
- Ягода
- Диня
- Ванилия
- Ванилов Шоколад
- Ягодов Крем
- Ванилия Кокос
- Пепеш Йогурт
- Кола с лимон на прах (magics)
- Ванилия с Череша на прах (magics)
- Манго с Ябълка на прах (magics)
- Дъвка Череша
- Дъвка Кола
- Кокосов Крем cremosa
- Ягодов Крем cremosa
- Крем Карамел cremosa
- Банан
- Бананов Шоколад
- Бананово Мляко (Азия)
- Горски Йогурт
- Къпина
- Боровинка
- Капучино Ванилия (Азия)
- Карамел (Азия)
- Карамел Ванилия
- Кафе
- Краставица
- Custard Пудинг (Азия)
- Йогрут Горски Плодове
- Грозде
- Манго
- Matcha Latte
- Мляко (Азия)
- Мока
- Праскова
- Крем Праскова
- Йогурт Праскова
- Анананс
- Пудинг
- Ramune (Азия)
- Salmiak
- Череша без захар
- Портокал без захар
- Кола без захар

Малки
- Ябълка
- Череша
- Кола
- Ягода Лимон
- Цитрус
- Портокал
- Ягода

Големи
- Ябълка
- Тропическа Ябълка
- Кола
- Кола Лимон
- Ягода
- Ягода Киви
- Ананас Свежа Напитка